# Santa Cruz de Mudela
Santa Cruz de Mudela ist eine spanische Gemeinde (municipio) in der Provinz Ciudad Real in der autonomen Gemeinschaft Kastilien-La Mancha. Die Bürgerinnen und Bürger werden Santacruceñas bzw. Santacruceños genannt, alternativ auch Churriegas bzw. Churriegos.

## Geografie
Die Gemeinde liegt am südöstlichen Ende des Campo de Calatrava. Ihre Topographie wird bestimmt durch die Ebene von La Mancha. Im Süden und Südosten grenzen die Sierra Acebuche und die Sierra Aljibe, beide Ausläufer der Sierra Morena, an das Gemeindegebiet. Sie liegt im Einzugsgebiet des Río Jabalón, einem Nebenfluss des Río Guadiana. Die Rambla de Santa Cruz durchfließt als saisonaler Wasserlauf das Gemeindegebiet und mündet in den Río Jabalón.
Kalte Winter und heiße Sommer mit wenig Niederschlag sind charakteristisch für das mediterran-kontinentale Klima.

## Geschichte

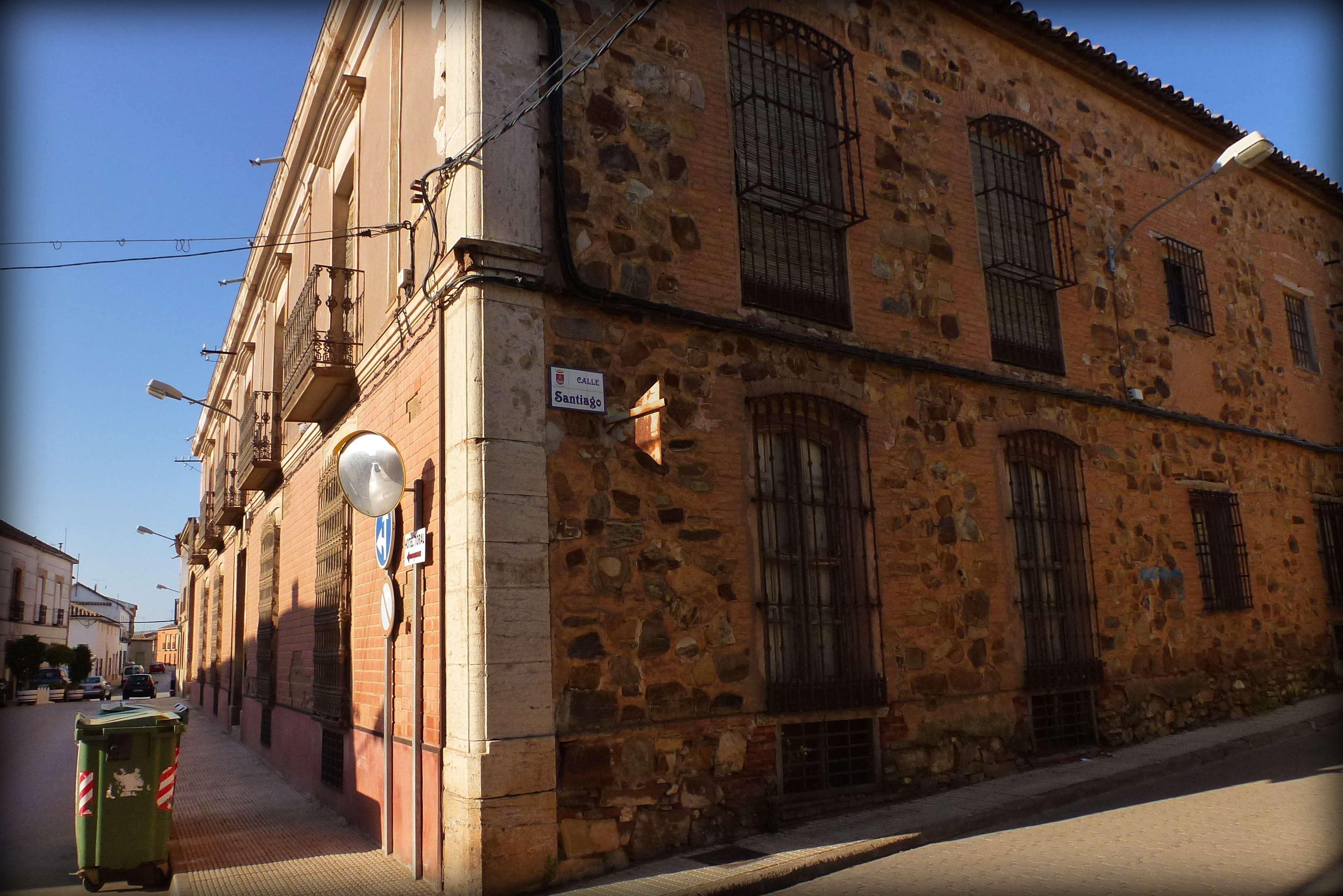
Haus in der Calle Santiago

### Gründung von Santa Cruz de Mudela
Mehrere Fundstücke aus dem zweiten Jahrtausend vor Christus, aus der bronzezeitlichen El-Argar-Kultur, wurden im nördlichen Gemeindegebiet und in der fruchtbaren Ebene des Río Jabalón entdeckt. Vom 7. bis zum 2. Jahrhundert vor Christus war die Umgebung ein bedeutendes Siedlungsgebiet der Iberer, wie die Fundstätte Cerro de las Cabezas beweist. Danach stand die Region unter der Herrschaft des römischen Reiches. Die Römer hinterließen als kulturelles Erbe den Anbau der Weinrebe. Auf die Römer folgten die Westgoten.
Nach der arabischen Eroberung der iberischen Halbinsel zu Beginn des 8. Jahrhunderts verlor die Stadt einen Teil ihres wirtschaftlichen Einflusses, da die Araber die Rebe nicht intensiv nutzten. Stattdessen diente sie als Getreidelager im südlichen Teil des Taifa-Königreichs von Toledo.
1212, nach der Reconquista durch den kastilischen König Alfonso VIII. von Kastilien und den Orden von Calatrava, begannen Siedler, sich gegenüber dem Kamillianer-Kloster der Padres Agonizantes anzusiedeln. An diesem Ort, wo sich jetzt die Kaserne der Guardia Civil befindet, bildete sich der heutige Bevölkerungskern. Der Name La Santa Cruz de Mudela stammt aus der ersten Hälfte des 13. Jahrhunderts. Verschiedene Versionen vermischen historische Daten, Tradition und Legende. Die mündliche Überlieferung führt den Namen auf den Triumph des christlichen Symbols in der Schlacht bei Las Navas de Tolosa zurück. Verlässlichere Quellen deuten darauf hin, dass es sich um eine Kreuzung in der Dehesa de Mudela genannten Gegend handelte. Im 13. Jahrhundert wurde die Encomienda de Mudela auf in diesem Grünland errichtet. Die Gemeinde wurde in ihren Grenzen und ihrer Nachbarschaft errichtet. 1462 wurde die Encomienda um die Siedlung El Viso erweitert. Bis zur Eroberung von Granada durch die Katholischen Könige gehörte sie dem Großmeister des Ordens von Calatrava. Danach ging sie in den unmittelbaren Besitz der spanischen Krone über.

### DieMarqueses de Santa Cruz
Am 30. Januar 1538 kaufte Álvaro der Ältere von König Karl I. von Spanien die Gemeinden Santa Cruz de Mudela und Viso del Puerto mit ihren Rechten und ihrer Gerichtsbarkeit für 26.208.626 Maravedí. Später baute sein Sohn Álvaro de Bazán, der erste Marquis von Santa Cruz, das Schloss und das Kloster der Kapuziner.

### Der Unabhängigkeitskrieg und die Schlacht bei Ocaña
Im spanischen Unabhängigkeitskrieg erlitten die napoleonischen Truppen am 5. Juni 1808 eine Niederlage gegen die Guerilla von Santa Cruz de Mudela. 109 Franzosen wurden getötet und 113 von insgesamt 700 französischen Soldaten gefangen genommen.
Santa Cruz de Mudela diente im November 1808 als Stützpunkt des Hauptquartiers, in dem die spanische Armee von La Mancha unter dem Kommando von General Francisco de Eguía die Schlacht bei Ocaña vorbereitete.

## Politik
Bürgermeister und Bürgermeisterin seit 1965:
- 1965 Carlos Dotor Navarro (UCD)
- 1979 Juan Bustos (UCD)
- 1979 Juan Valverde Pérez (UCD) (nach Rücktritt von Juan Bustos)
- 1983 Antonio Cobos (PSOE)
- 1987 Antonio Cobos (PSOE)
- 1989 José Antonio López Aranda (PSOE) (per Misstrauensantrag)
- 1991 José Antonio López Aranda (PSOE)
- 1995 José Antonio López Aranda (PSOE)
- 1999 José Antonio López Aranda (PSOE)
- 2003 José Antonio López Aranda (PSOE)
- 2007 Manuel Saéz Laguna (PVISCM[2])
- 2011 José Luis Fuentes Gavilán (Pakt PSOE-PP)
- 2013 Mariano Chicharro Muela (Pacto PP-PSOE)
- 2015 Mariano Chicharro Muela (Pacto PP-PSOE)
- 2017 Gema García Mayordomo (PSOE) (per Misstrauensantrag)

## Kulturelles Erbe
- Plaza de Toros de las Virtudes[3] und Santuario de Nuestra Señora de las Virtudes: Per königlichem Erlass Nr. 1443/1981 vom 24. April 1981 wurden die quadratische Stierkampfarena und das Kloster als Monumento Histórico Artístico geschützt. Die Stützen unter der nördlichen Galerie der Arena stammen aus der westgotischen Zeit. An der Pforte namens Casa de la Despensa trägt der Türsturz die Jahreszahl 1641. Damit gilt diese Arena als die älteste erhaltene quadratische Stierkampfarena.
- Kirche Nuestra Señora de la Asunción: Die Kirche wurde im 16. Jahrhundert im spätgotischen Stil erbaut. Das dreischiffige Gebäude hat einen asymmetrischen Grundriss und ein polygonales Dach. Der Kirchturm befindet sich an der nordöstlichen Ecke. Einige Elemente, darunter das Hauptportal mit seinem von Pilastern gestützten Rundbogen, deuten schon auf die beginnende Renaissance hin. Beidseitig des Portals befindet sich jeweils eine Nische mit einem Schrein, darüber jeweils eine Säule. Die seitlichen Portale sind ähnlich gestaltet.
- Kapelle Santa María la Mayor: Diese einfache einschiffige Kapelle im Ortszentrum war die erste Pfarrkirche am Ort. Das schlichte Retabel ist im Original erhalten. Benachbart liegt die Kapelle Santísimo Cristo de la Misericordia. Stuckreliefs in ihrer Kuppel stellen Szenen aus der Passion Christi dar. In einem Fresko ist der Namenspatron der Kirche, Christus der Barmherzige, dargestellt. Die Kapelle diente als Gottesdienstraum für das alte Hospital.
- Kapelle San José: Diese Kapelle im neugotischen Stil wurde 1917–1918 erbaut und 1919 geweiht. Das großformatige Bild ihres Patrons Sankt Josef, gemalt von Rafael García Irurozqui, wurde im spanischen Bürgerkrieg zerstört. In einem der Eingänge ist das Wappen von Johannes Baptist de La Salle dargestellt sowie ein Retabel aus Keramik, das die örtliche Bevölkerung der Stadtpatronin Nuestra Señora de las Virtudes widmete. Benachbart zur Kapelle liegt das halb zerstörte Colegio de la Salle.
- Evangelische Kirche: Seit 1923 werden im Ort evangelische Gottesdienste gefeiert. Missionare aus Valdepeñas predigten das Evangelium in den Wohnungen der Gläubigen. 1924 bezog die Gemeinde einen Raum in der Calle Gloria 4. Der Gründer der evangelischen Mission in Spanien, der Engländer Percy Buffard, leitete den ersten Gottesdienst. Ende 1931 wurde das heutige Gebäude in der Calle bezogen. Im Bürgerkrieg 1936 wurde die Kirche geschlossen; das Gebäude wurde zu einer Krankenstation umgewidmet. Seit 1946 dient es wieder als Kirche. Seitdem finden mittwochs und sonntags dort Gottesdienste statt.
- Kapelle San Roque: Die Kapelle steht sich auf einer Anhöhe im Nordwesten. Von dort aus bietet sich eine Aussicht über den ganzen Ort. Die Kapelle wurde im spanischen Unabhängigkeitskrieg zerstört und 1834 wiedererbaut. Der Überlieferung zufolge diente sie als Zufluchtsort während der Pestepidemie, unter der die Region im 19. Jahrhundert litt. Um sie abzuwenden, wurden Gottesdienste zu Ehren von San Roque gefeiert. Dem Volksglauben nach führten sie dazu, dass die Seuche endete. Auf Initiative der Bewohner der Nachbarschaft fanden Ende des 20. Jahrhunderts weitere Restaurierungen statt. Seitdem findet jährlich am 16. August, dem Tag von San Roque, morgens um 7:00 Uhr ein Gottesdienst in der Kapelle statt. Bei Sonnenuntergang um 21:00 Uhr trifft man sich erneut in der Kapelle, um dort zu beten und Basilikum und Kürbis zu bekommen.
- Konvent und Schule der Concepcionistas Misioneras de la Enseñanza[4]: Das Gebäude im historistischen Stil beherbergt eine reich gestaltete Kassettendecke und ein Deckengewölbe mit barocker Bemalung.

## Feste
- 20. Januar. San Sebastián. Feier rund um die Kapelle San Sebastián.
- 3. Februar. San Blas. Feier rund um die verschwundene Kapelle von Sankt Markus, Sankt Jakob, Anna, Jesus und Sankt Blasius.
- Karwoche (Semana Santa). Vier religiöse Bruderschaften führen jeweils eine aufwändig gestaltete Prozession durch.
- 26. April. San Marcos. Feier an der Kapelle Nuestra Señora de las Virtudes und traditionelle Segnung der Felder.
- Fronleichnam (Corpus Christi). Verschiedene Straßen im Ort sind mit Baldachinen und Teppichen aus Sägemehl und Salz geschmückt. Anwohner bauen Altäre im Freien auf.
- Zweite Woche im August. Stadtfest mit Aufführungen bei der städtischen Kirmes und Attraktionen für Kinder und Erwachsene.
- 16. August. San Roque. Siehe oben.
- 1. bis 8. September. Festtage zu Ehren der Stadtpatronin Nuestra Señora de las Virtudes. Aussetzung des Allerheiligsten, Rosenkranz- und Wochengebete. Am 7. September feierliche Prozession mit einer Marienstatue von der Kirche Nuestra Señora de la Asunción bis zur Plaza de la Constitución, wo sich die Heilige Jungfrau symbolisch vom Rathaus verabschiedet. Nach einer Messe im Morgengrauen des 8. September begibt sich eine Prozession mit einer Marienstatue zu einer kleinen Kapelle auf der Anhöhe Humilladero. Dort singen und tanzen die Teilnehmer Jotas und Seguidillas. Die Heilige Jungfrau nimmt bis zum nächsten Jahr Abschied von der Gemeinde, und der Zug zieht weiter bis zur Stierkampfarena. Um 12:00 Uhr findet eine feierliche Messe zu Ehren der Heiligen Jungfrau statt, an der die Vertreter der örtlichen Behörden teilnehmen.

## Persönlichkeiten
- Máximo Laguna y Villanueva (1826 – 1902), Forstingenieur und Professor der Botanik.